# Холмец (Оленинский район)
Холмец — село в Оленинском районе Тверской области. Центр Холмецкого сельского поселения.

## География
Находится в 18 километрах к северу от районного центра Оленино и в 168 километрах от Москвы.

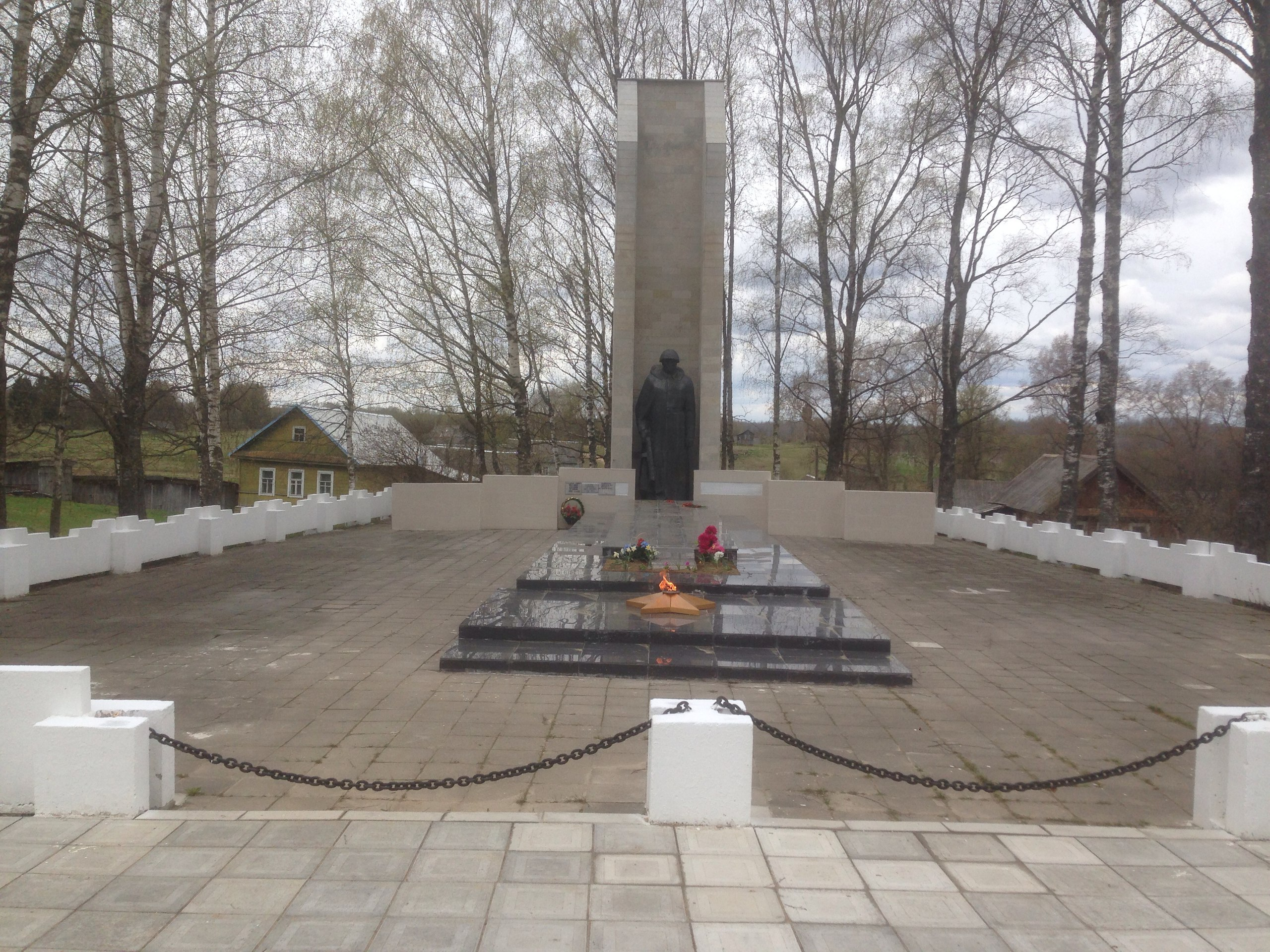
Холмец. Мемориал воинам 158 стрелковой дивизии, погибшим в феврале 1942 года.

## История
До Смутного времени Холмец входил в Бельский уезд Великого княжества Литовского.	
В XVIII веке крупное торговое село на Торопецком тракте. В 1859 году в казённом селе Холмец Ржевского уезда Тверской губернии 30 дворов, 210 жителей, православная церковь. В 1880 году открыта земская школа.	
В 1912 году село Холмец относилось к Замошинской волости Ржевского уезда, в нём 46 дворов, 310 жителей.
В 1940 году село центр Холмецкого сельсовета Оленинского района Калининской области.
Во время Великой Отечественной войны село было оккупировано (октябрь 1941 — март 1943). В 1942 году окрестности села — район ожесточённых боёв. На холме, в церкви немцы заняли оборону, разместив пулемёты на колокольне и первом этаже. Позже церковь была взорвана фашистами при отступлении.

## Население
| 1859 | 1883 | 1989 | 1996 | 2002 | 2010 |
| ---- | ---- | ---- | ---- | ---- | ---- |
| 210  | ↗236 | ↗274 | ↗385 | ↘338 | ↘270 |

Население по переписи 2002 года — 338 человек, 169 мужчин, 169 женщин.
В 1996 году — 133 хозяйства, 385 жителей.
Местные жители относятся к этнографической группе тудовляне. В прошлые века населения деревни имело свой особый говор, ряд традиций и культурных особенностей сближающих их с поляками и белорусами.

В популярной литературе есть упоминание о некоем перевозе в начале XVII века помещиками под Ржев белорусов и поляков из-за "Литовского рубежа". — Смирнов Ю. М. «В стране тудовлян»
По одной версии ведут свой происхождения от  от польских повстанцев, сосланных на новое место жительство, после восстания Костюшко 1794 года, а также польских переселенцев. По мнению Ефима Карского, тудовляне имеют также белорусские корни белорусами: 

Белоруссы простираются по Туду почти до Волги, но более чистая речь лишь на западе, например, в Бобровке, Холмеце, Васильевском.

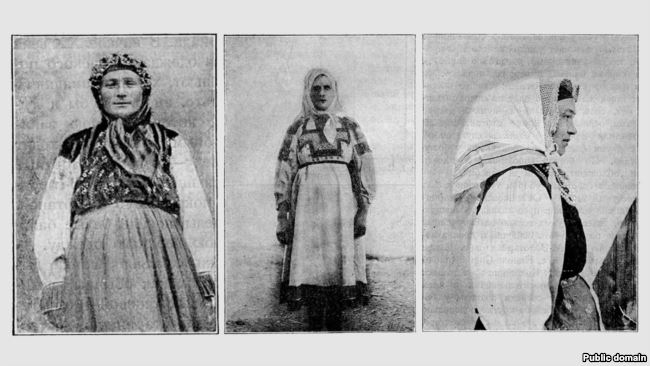
Тудовляне, Ржевский уезд. Фотоматериал Н.П. Гринковой

В Холмеце записаны многие слова общие для тудовлян, например, закавылок, утиральник, цало, шесник, пральник, рубиха, станушка, пыжина, обороть, рогач. Но есть ещё много своих, непохожих ни на кого слов — например, овальное лицо называлось зуятое, а женская рубашка из льняного полотная -станушка, логунок — утварь для хранения, шаленка и нахивка — шаль и небольшой платок, овсяный кисель — жур.
Пример местного говора в частушке:
«Я залетку не видала,

Ни сявоня, ни вцара

Поцернела мае серце,

Царней цорнова цала.»

## Инфраструктура
Центральная усадьба совхоза «Холмецкий» (КП «Холмецкое»), школа, ДК, молокозавод.
Музей боевой славы 158-й Лиозненско-Витебской дважды Краснознаменной ордена Суворова дивизии (открыт в 1983 году).

## Памятники
- Братская могила 782 советских воинов, погибших в боях 1941—1943 годов.